# San Cristóbal y Nieves en los Juegos Olímpicos de Pekín 2008
San Cristóbal y Nieves estuvieron representados en los Juegos Olímpicos de Pekín 2008 por cuatro deportistas, un hombre y tres mujeres, que compitieron en atletismo.
La portadora de la bandera en la ceremonia de apertura fue la atleta Virgil Hodge. El equipo olímpico sancristobaleño no obtuvo ninguna medalla en estos Juegos.